# 白沙街道 (阳江市)
白沙街道，是中华人民共和国广东省阳江市江城区下辖的一个乡镇级行政单位。

## 行政区划
白沙街道下辖以下地区：
白沙社区、白沙村、埠头村、福岗村、冈华村、华陈村、马岗村、石河村、岗新村、麻桥村、地尾村、六村和大岗村。